# Daïra de Mansoura (Bordj Bou Arreridj)
La daïra de Mansoura est une daïra d'Algérie située dans la wilaya de Bordj Bou Arreridj et dont le chef-lieu est la ville éponyme de Mansoura.

## Localisation
La daïra de Mansoura est située à l’Ouest de la wilaya de Bordj Bou Arreridj.

## Communes de la daïra
La daïra de Mansoura comprend cinq communes : Ben Daoud, El M'hir, Haraza, Mansoura et Ouled Sidi Brahim.